# L'Annonciation (Le Greco, Budapest)
L'Annonciation est une peinture à l'huile sur toile (91 × 66,5 cm) du Greco conservée au Musée des beaux-arts de Budapest.
Elle représente une Annonciation, scène rapportée par l'Évangile de Luc, que Le Greco a représentée maintes fois au cours de sa longue carrière artistique. Il s'est inspiré de son triptyque de Modène, marqué par l'influence du Titien et du Tintoret.

## Description
La version du Musée des beaux-arts de Budapest date des années 1600-1605. Le Greco, par rapport à des représentations antérieures de ce thème, simplifie la composition et enlève tout décor architectural ou objets du quotidien, à l'opposé de la composition plus « encombrée » de L'Annonciation du Musée Thyssen-Bornemisza, encore très italianisante et peinte trente ans auparavant. La Vierge assise à gauche et l'ange Gabriel à droite, ailes déployées, se détachent sur un fond de ciel presque orageux, le spectateur se concentrant ainsi uniquement sur les personnages qui semblent aspirés par le ciel « jusqu'au vertige ».
Dans cette version, l'ange vêtu d'un jaune éblouissant descend du ciel sur une nuée, tandis qu'une traînée de lumière coule portant une colombe entre la Vierge et lui. Il tient une tige aux inflorescences de lys immaculé, symbole de Marie. Ses ailes puissantes accentuées de noir se déploient sur un fond dématérialisé. Marie, représentée assise, porte une robe rouge et un manteau bleu, les cheveux recouverts d'une mantille blanche. L'apparition de l'ange l'a éloignée de la lecture, sa main gauche tient toujours les pages, tandis que la droite se lève dans un geste de salutation ou de consentement selon les paroles prononcées: « Me voici la servante du Seigneur, qu'il me soit fait selon ta parole ! » (Mt. 1,38). Au sol, on remarque un nécessaire de couture dans un panier d'osier et un vase de fleurs blanches, rappelant les litanies (Vas honorabile). 

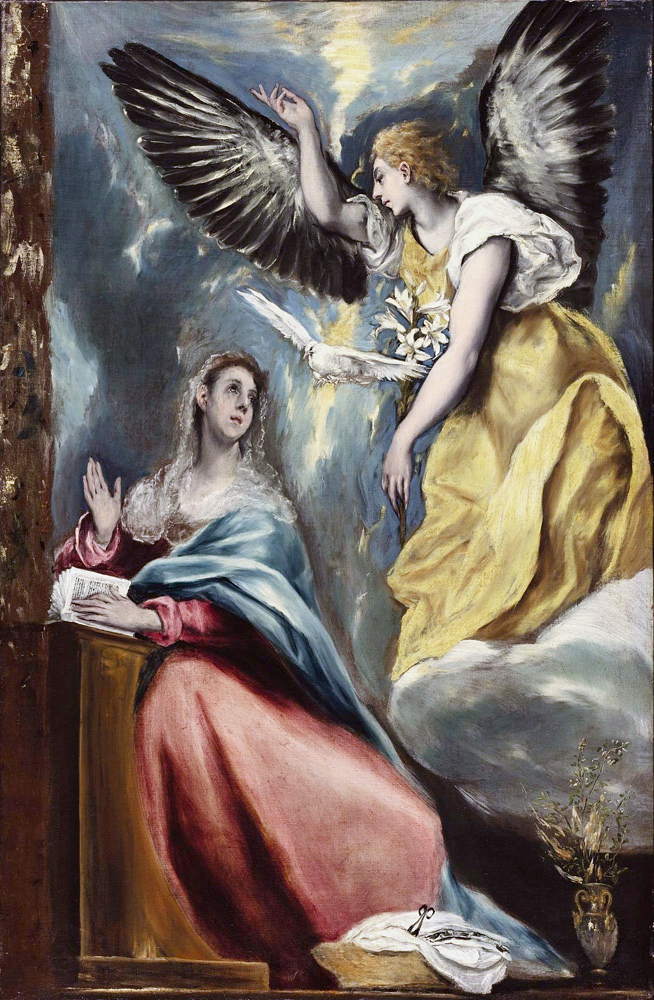
1600 128 × 83 cm Toledo Museum of Art.
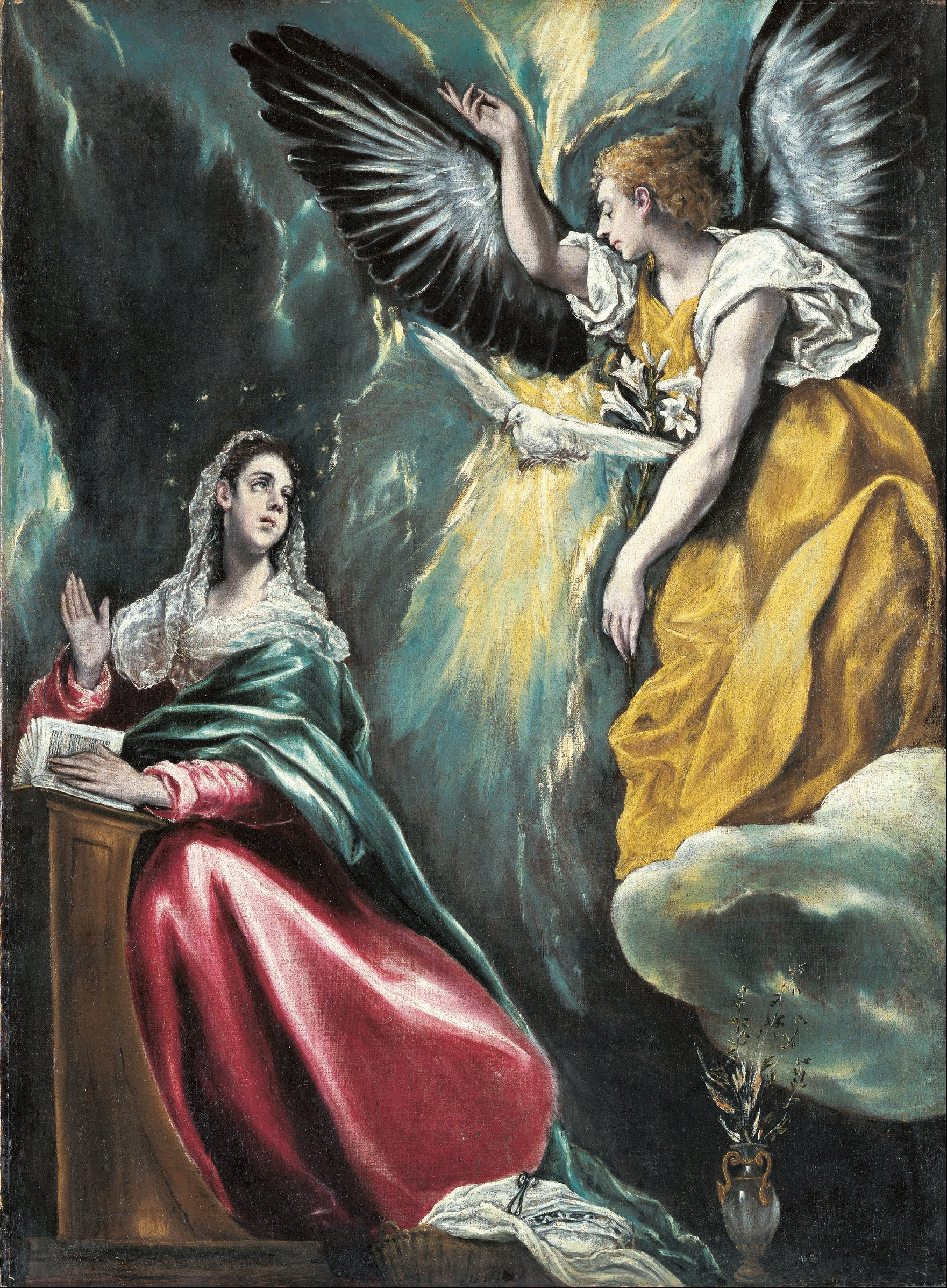
(1590 - 1603) 109 × 80 cm Musée d'Art Ōhara.
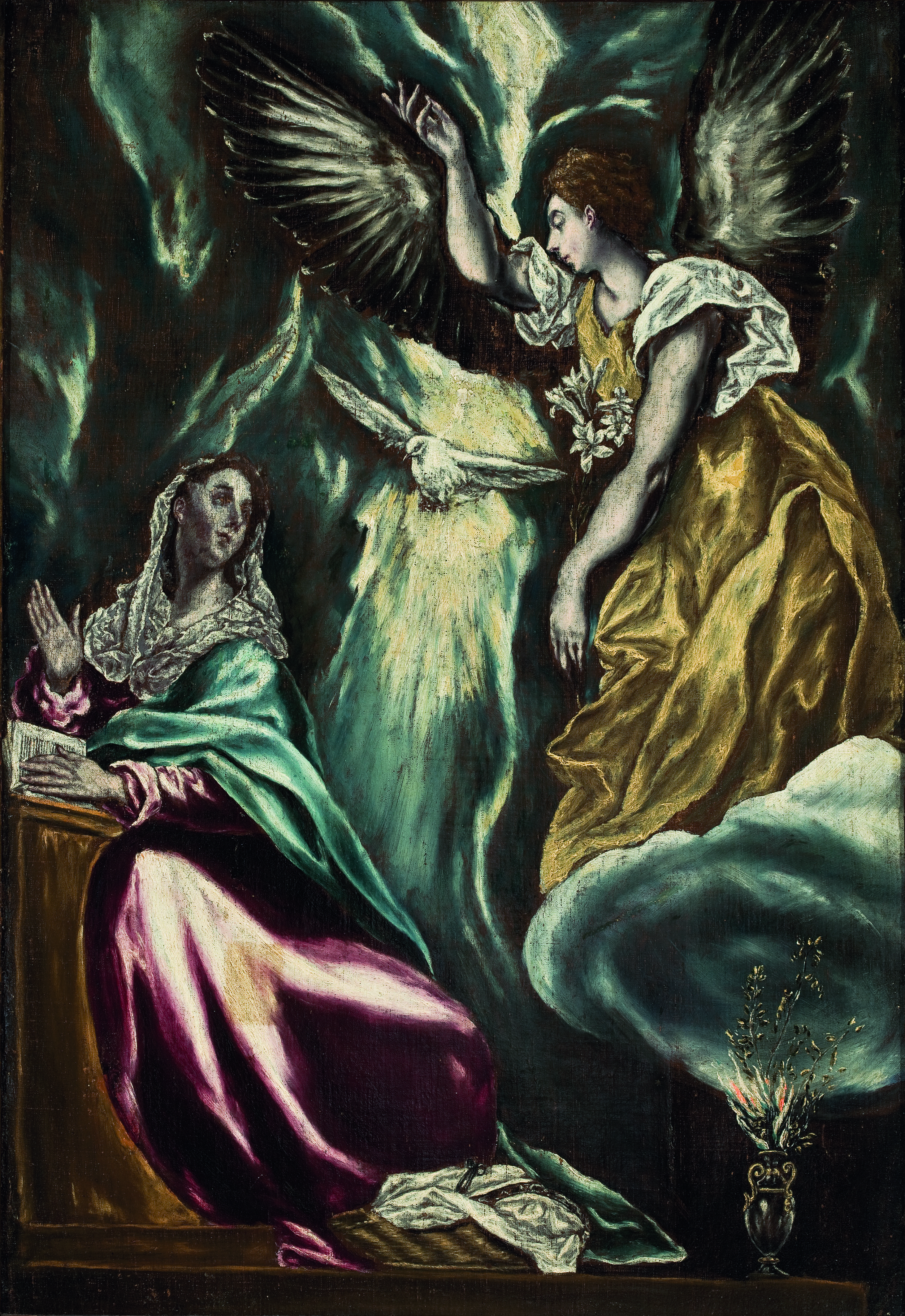
1600 107 × 74 cm Museu de Arte de São Paulo.

## Exposition

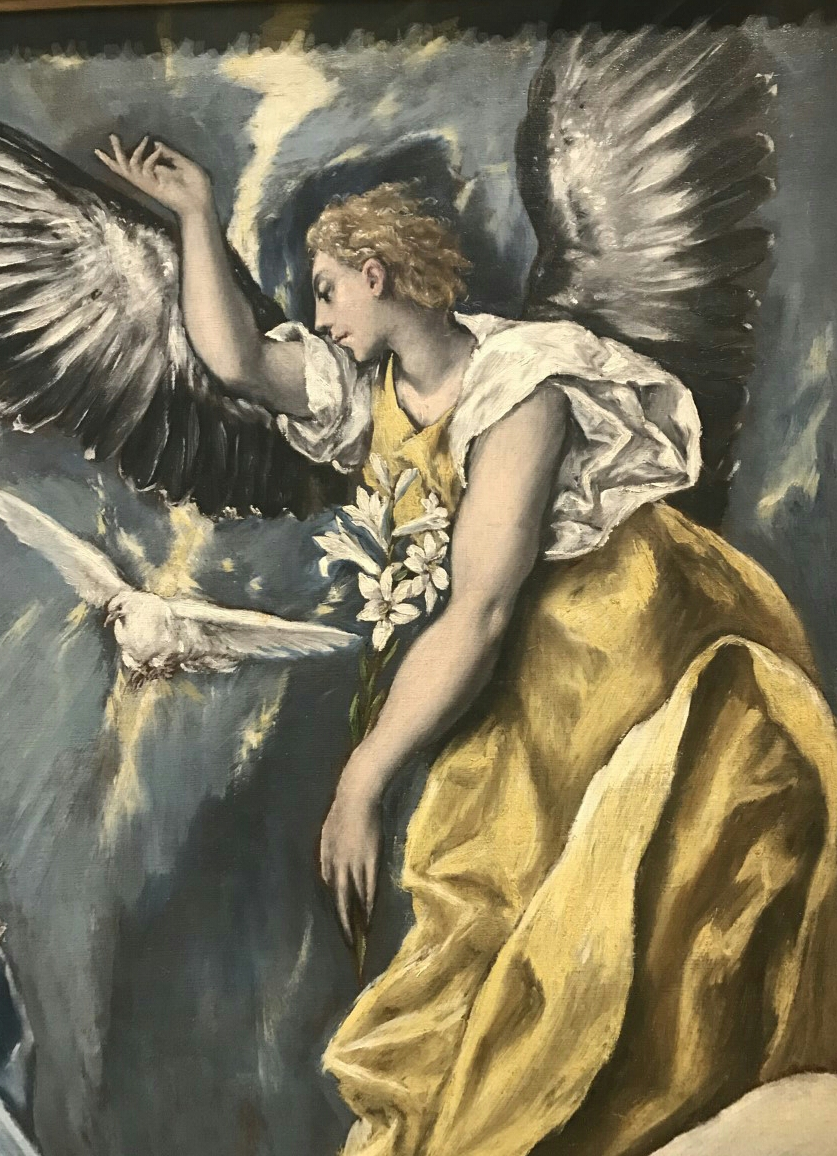
Détail : l'ange.

Ce tableau a été présenté au public à Paris à l'exposition Greco du Grand Palais, du 16 octobre 2019 au 10 février 2020.